# گروه سیاست و عملیات ایران و سوریه
گروه سیاست و عملیات ایران و سوریه (انگلیسی: Iran Syria Policy and Operations Group, ISOG) یک سازمان بین سازمانی بود که در اوایل سال ۲۰۰۶ در دولت ایالات متحده تشکیل شد و متشکل از مقاماتی از وزارت امور خارجه، کاخ سفید، آژانس اطلاعات مرکزی (سیا)، وزارت خزانه داری و سایر آژانس‌هایی بود که برای تأثیرگذاری بر تغییر رژیم در ایران و تأثیرگذاری بر دسترسی آن به بانکداری جهانی و مؤسسات اعتباری فعالیت می‌کردند. این گروه مخفی به ریاست مشترک لیز چینی (دختر معاون رئیس جمهور ایالات متحده دیک چنی) و الیت ایبرامز (کارمند سابق رونالد ریگان که به دو فقره جرم پنهان کردن غیرقانونی اطلاعات از کنگره در رسوایی ایران-کنترا محکوم شد) به مدت حدود یک سال هر هفته تشکیل جلسه می‌داد و همچنین تا حد کمتری برای تشویق تغییر رژیم دولت سوریه تلاش می‌کرد. سایر اعضای کمیته راهبری این گروه عبارت بودند از جیمز جفری، معاون ارشد دستیار وزیر امور خارجه در امور خاور نزدیک، که ریاست گروه سیاست عراق را بر عهده داشت، و مایکل اسکات دورن، متخصص خاورمیانه از کاخ سفید.
عملیات روزمره توسط دیوید دنهی، مشاور ارشد امور خاور نزدیک در وزارت امور خارجه و یکی از مقامات سابق موسسه بین‌المللی جمهوری‌خواهان، انجام می‌شد. این گروه در ابتدا در همان دفاتر پنتاگون که دفتر طرح‌های ویژه، گروهی که زمینه حمله ایالات متحده به عراق را فراهم کرد، در آن مستقر بود، "مستقر" بود. قبل از انحلال این گروه، دنهی دفتر خود را از وزارت امور خارجه به دفتر معاون رئیس جمهور منتقل کرد و از آنجا به مدیریت امور گروه ادامه داد. این گروه کمی بیش از یک سال با بودجه اولیه ۷ میلیون دلار که به ۸۰ میلیون دلار افزایش یافت، فعالیت کرد. این گروه زمانی مورد توجه عموم قرار گرفت که اطلاعات درز کرده از وزارت امور خارجه نشان داد که این برنامه به برینگ پوینت، یک شرکت خصوصی متخصص در مدیریت محتاطانه که تجربه قبلی آن شامل نظارت بر توسعه اقتصادی "نوظهور" در کشورهای اتحاد جماهیر شوروی سابق و خصوصی‌سازی معادن طلا در قزاقستان بود، واگذار شده است، نه اینکه توسط کارمندان حرفه‌ای وزارت امور خارجه اداره شود یا از طریق یک فرآیند مناقصه منعقد شود. نخستین کارکنان BearingPoint ISOG همچنین برای اداره گروه سیاست و عملیات عراق بحث‌برانگیز استخدام شده بودند. منتقدان این مانور برون‌سپاری، آن را تلاشی برای دور زدن کانال‌های دیپلماتیک معمول و دستورالعمل‌ها و قوانین شفافیت فدرال عنوان کردند.

این گروه ۵ "رکن" داشت:
- یک گروه نظامی که کمک‌های نظامی به عمان، بحرین و امارات متحده عربی را بررسی می‌کرد و به دنبال تأثیرگذاری بر جریان تسلیحات به ایران بود. *گروه «توسعه دموکراسی» که کمک‌های مالی مخفیانه‌ای را به گروه‌هایی در داخل سوریه و ایران در تلاش برای ترویج تغییر رژیم ارائه می‌داد.
- یک گروه «توسعه» اقتصادی که به دنبال کنترل دسترسی ایران به اعتبار و خدمات بانکی بین‌المللی بود.
- یک گروه «روابط ویژه» که تعاملات ایران با لبنان، سوریه، افغانستان و سازمان‌های تروریستی مستقل را بررسی می‌کرد.
- یک گروه توسعه رسانه‌ای که مردم ایران، سوریه و منطقه خلیج فارس را هدف قرار می‌داد.

این گروه فروش تجهیزات نظامی به همسایگان ایران و سوریه را ترتیب می‌داد و در غیر این صورت از بودجه‌های اختیاری و مخفی با مبالغ نامشخص برای «ترویج دموکراسی» در خاورمیانه استفاده می‌کرد. ISOG به ارتش‌های عربستان سعودی، امارات متحده عربی و بحرین و همچنین به مخالفان سیاسی در ایران کمک کرده است. این گروه پس از کمی بیش از یک سال، زمانی که ماموریتش بحث‌برانگیز شد و با ابتکارات وزیر امور خارجه کاندولیزا رایس برای همکاری با ایران و سوریه برای ایجاد ثبات در عراق در تضاد قرار گرفت، منحل شد. در این زمان، ای‌بی‌سی نیوز گزارش داد که رئیس جمهور بوش با «دستور ریاست جمهوری غیرکشنده» که تبلیغات، اطلاعات نادرست و دستکاری ارز ایران و معاملات بانکی بین‌المللی را مجاز می‌دانست، به سازمان سیا اجازه «مخفیانه» تأیید ریاست جمهوری برای انجام عملیات «سیاه» برای بی‌ثبات کردن دولت ایران را داد.
در ۲۹ مه ۲۰۰۷، معاون وزیر امور خارجه آر. نیکلاس برنز در نامه‌ای به کمیته روابط خارجی سنا گزارش داد که «گروه ویژه اقدام مالی در مارس ۲۰۰۶ تأسیس شد و در مارس ۲۰۰۷ به نفع یک فرآیند استانداردتر منحل شد». انحلال این گروه در آن زمان در گزارش‌های رسانه‌ها به عنوان نشانه‌ای از این تفسیر شد که «تندروها» در دولت بوش نفوذ خود را در قبال ایران از دست داده‌اند، چرا که کاندولیزا رایس، وزیر امور خارجه، کشور را از برنامه‌ریزی سیاسی نظامی دور کرده و به سمت دیپلماسی سوق داده بود.